# Hinojar de Cervera
Hinojar de Cervera es una localidad del municipio español de Santo Domingo de Silos, en la provincia de Burgos.

## Toponimia
El origen del nombre Hinojar de Cervera se atribuye a la abundancia de plantas de hinojo en la región y a las formaciones rocosas de las peñas de Cervera.
El pueblo se menciona por escrito por primera vez en mayo de 1222, cuando Rodrigo de Pedro y Muño de Fernando, oriundos de Fenoiar, actuaron como testigos en la compra de una finca de Ordoño del Castillo en Espinosa de Cervera. En 1338, un documento indica que Henoiar pagaba 16 almudes y medio como diezmo al monasterio de Silos. En 1346, se menciona en un manuscrito que los animales de Fenojar pueden pacer a lo largo de todo el Valle de Tabladillo. 
No obstante, no es hasta 1460 que el pueblo aparece con su grafía actual, cuando el obispo de Osma entrega la parroquia de Hinojar a los monjes de Silos.

## Geografía

### Localización

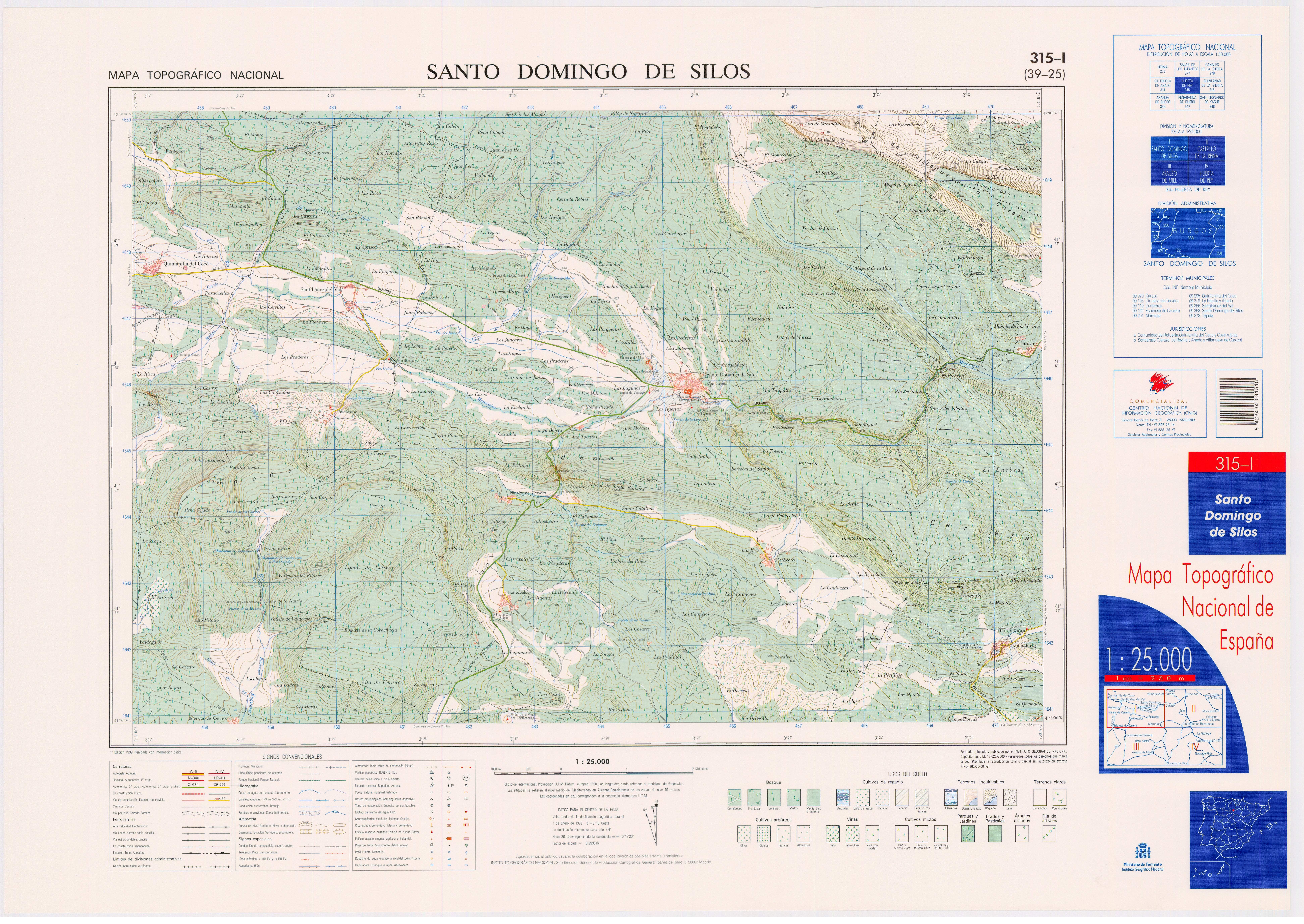
Fragmento 0315c1 del Mapa Topográfico Nacional de España del año 1999 en el que se representa la localidad de Hinojar de Cervera.

| Noroeste: Barriosuso (2,9 km) Santibáñez del Val (3,8 km) Quintanilla del Coco (6,4 km) Castroceniza (9,1 km) Retuerta (10 km) | Norte: Contreras (8,8 km)                              | Nordeste: Santo Domingo de Silos (3,3 km) Carazo (8,6 km) Ahedo de la Sierra (10 km) |
| Oeste: Tejada (6,9 km) |                                                        | Este: Peñacoba (4,1 km) Mamolar (7,8 km)                                             |
| Suroeste: Briongos de Cervera (5,4 km) Ciruelos de Cervera (7,9 km)                                                            | Sur: Hortezuelos (1,5 km) Espinosa de Cervera (5,8 km) | Sureste: Doña Santos (7,7 km)                                                        |

### Comunicaciones
Se accede a la localidad por medio de la carretera autonómica  BU-910 .

### Clima
| Parámetros climáticos promedio de Hinojar de Cervera | Parámetros climáticos promedio de Hinojar de Cervera | Parámetros climáticos promedio de Hinojar de Cervera | Parámetros climáticos promedio de Hinojar de Cervera | Parámetros climáticos promedio de Hinojar de Cervera | Parámetros climáticos promedio de Hinojar de Cervera | Parámetros climáticos promedio de Hinojar de Cervera | Parámetros climáticos promedio de Hinojar de Cervera | Parámetros climáticos promedio de Hinojar de Cervera | Parámetros climáticos promedio de Hinojar de Cervera | Parámetros climáticos promedio de Hinojar de Cervera | Parámetros climáticos promedio de Hinojar de Cervera | Parámetros climáticos promedio de Hinojar de Cervera | Parámetros climáticos promedio de Hinojar de Cervera |
| Mes                                                  | Ene.                                                 | Feb.                                                 | Mar.                                                 | Abr.                                                 | May.                                                 | Jun.                                                 | Jul.                                                 | Ago.                                                 | Sep.                                                 | Oct.                                                 | Nov.                                                 | Dic.                                                 | Anual                                                |
| ---------------------------------------------------- | ---------------------------------------------------- | ---------------------------------------------------- | ---------------------------------------------------- | ---------------------------------------------------- | ---------------------------------------------------- | ---------------------------------------------------- | ---------------------------------------------------- | ---------------------------------------------------- | ---------------------------------------------------- | ---------------------------------------------------- | ---------------------------------------------------- | ---------------------------------------------------- | ---------------------------------------------------- |
| Temp. máx. media (°C)                                | 8                                                    | 9                                                    | 13                                                   | 16                                                   | 20                                                   | 26                                                   | 29                                                   | 29                                                   | 25                                                   | 19                                                   | 11                                                   | 8                                                    | 17.8                                                 |
| Temp. media (°C)                                     | 4                                                    | 4                                                    | 7                                                    | 10                                                   | 14                                                   | 19                                                   | 22                                                   | 22                                                   | 18                                                   | 13                                                   | 7                                                    | 4                                                    | 12                                                   |
| Temp. mín. media (°C)                                | 0                                                    | 0                                                    | 2                                                    | 4                                                    | 8                                                    | 12                                                   | 15                                                   | 15                                                   | 11                                                   | 8                                                    | 3                                                    | 1                                                    | 6.6                                                  |
| Precipitación total (mm)                             | 50                                                   | 40                                                   | 40                                                   | 60                                                   | 60                                                   | 30                                                   | 20                                                   | 20                                                   | 30                                                   | 60                                                   | 60                                                   | 50                                                   | 520                                                  |
| Días de precipitaciones (≥ )                         | 7                                                    | 6                                                    | 6                                                    | 8                                                    | 8                                                    | 5                                                    | 3                                                    | 3                                                    | 4                                                    | 7                                                    | 8                                                    | 6                                                    | 71                                                   |
| Fuente: Climate-Data.org                             |                                                      |                                                      |                                                      |                                                      |                                                      |                                                      |                                                      |                                                      |                                                      |                                                      |                                                      |                                                      |                                                      |

### Hidrografía
Atraviesan la localidad diversos arroyos sin nombre que acaban desembocando en el arroyo del Cauce, afluente por la margen izquierda del río Mataviejas. Este arroyo forma el desfiladero de la Yecla y tiene caudal constante. 
La localidad se encuadra dentro de la cuenca hidrográfica del Duero.

## Historia
La presencia humana en estas zonas se remonta a épocas prehistóricas como lo demuestra el castro excavado durante los años cuarenta del siglo XX en el alto de la Yecla, en cuyo yacimiento se han encontrado vestigios de poblaciones celtas correspondientes a la Edad del Hierro, con una antigüedad aproximada de unos 2500 años.
Durante la época romana, este lugar también tuvo relativa importancia, pues por aquí pasaba una calzada romana que comunicaba la populosa ciudad de Clunia con la costa cantábrica a través del valle de Tabladillo y el homónimo poblado de Tabladillo que llegó a tener el rango de municipio libre, que se gobernaba por sus propias leyes y cuyos habitantes disfrutaban de ciertos derechos y privilegios otorgados por Roma. En los momentos actuales, ese lugar se encuentra labrado para la producción de cereales, desprendiéndose de las investigaciones que Tabladillo, más que de una ciudad notable se trataba de una población creada para la producción de los tres productos básicos alimenticios, así como para los negocios. El topónimo Tabladillo proviene del latín tabula o tabola que significa tierra plantada de árboles y hortalizas.
No se sabe con certeza la fecha de fundación del pueblo, si bien su origen puede deberse a la repoblación, tras la expulsión de los árabes de estos parajes a finales del siglo X, de los habitantes que de forma aislada y dispersa habitaban las zonas montañosas.
Hinojar de Cervera siempre ha sido un pueblo pequeño y de reducida población. Su mayor volumen de residentes se dio a mediados del siglo XVII, desprendiendo el censo de 1640 una población de 360 habitantes. Fue entonces, cuando sintiéndose respaldado por una creciente vecindad y ante los problemas que se derivaban de una organización administrativa tutelada desde la villa de Santo Domingo de Silos, solicitó, en 1646, la desanexión del citado municipio, solicitud que le fue concedida por el rey Felipe IV con fecha 18 de abril de 1647. Sin embargo, poco le duró la independencia municipal, pues el mismo monarca se la arrebató nuevamente con fecha de 26 de julio del mismo año, volviéndose a la situación administrativa anterior. Pese a ello, sus ansias de constituirse en municipio independiente no cesaron, volviendo a solicitarlo nuevamente en 1740, durante el reinado de Felipe V, pero en esa ocasión la solicitud fue denegada por el monarca con el argumento de que existía una real cédula de pertenencia a la Villa de Silos desde tiempos inmemoriales salvo, claro está, el ínterin de 1647.
El 8 de mayo de 1813 y amparados por la promulgación de la Constitución de 1812 en las Cortes de Cádiz, la cual facilita un acento descentralizador en lo administrativo de entidades de población sumamente pequeñas, las autoridades silenses sin poner obstáculos aceptan y prometen cumplir con las provisiones reales y conceden la «independencia». Hinojar y el vecino Hortezuelos conforman un municipio independiente de la villa de Silos con todas las prerrogativas que ello confiere, su amojonamiento y reconocimiento de los límites territoriales por parte de las autoridades Superiores y el nombramiento de su alcalde, recayendo el cargo en la persona de Leandro Andrés. En esta ocasión, se desconoce cuanto tiempo duró aquello que nuevamente se perdió.
Los hinojareños, no conformes con la situación de dependencia administrativa de la villa monástica, intentaron nuevamente la segregación en 1910, aunque es muy posible que en esa ocasión no llegara a ser tramitada la solicitud por el consistorio silense, pues no se ha encontrado ningún documento que así lo atestigüe.
En el aspecto religioso, aunque de la parroquia de Hinojar de Cervera ya existe constancia de mediados del siglo XIV, la iglesia actual data de mediados del siglo XVII, consiste en un edificio de planta basilical de una sola nave con dos sacristías adosadas a la cabecera y espadaña a los pies del edificio. Se encuentra bajo la advocación del apóstol San Bartolomé cuya festividad se celebra el 24 de agosto.
En lo referente a la educación, se tiene conocimiento de que la primera escuela del pueblo fue construida en 1858, siendo nombrado como primer maestro Julián Alameda Carazo, natural del pueblo, el cual desempeñó su trabajo hasta su fallecimiento en 1869. Sin embargo, este no es el primer ni único caso de persona cultivada que sale de Hinojar, pues ya con anterioridad otro hinojareño, Melchor Carazo Andrés, emigró para ejercer de maestro en otros lugares de la Ribera del Duero y acabó preso durante largos años en la cárcel de Valladolid por su destacada actuación en apoyo al pretendiente Carlos durante la primera de las guerras carlistas.
La escuela fue cerrada en 1972, después de más de un siglo de actividad pedagógica, como consecuencia del fuerte descenso de población producto de la emigración de sus gentes hacia las zonas más industrializadas del país que se dio en el ecuador del siglo XX.
La localidad aparece descrita en el tomo ix del Diccionario geográfico-estadístico-histórico de España y sus posesiones de Ultramar de Pascual Madoz de la siguiente manera:

HINOJAR DE CERVERA: ald. en la prov., aud. terr. y c. g. de Búrgos (40 leg.), part. jud. de Salas de los Infantes (2 ½), ayunt. de Santo Domingo de Silos y dióc. de Osma. Está sit. en el valle de Tabladillo en terreno montuoso y áspero: tiene una igl. parr. bajo la advocacion de San Bartolomé, servida por un cura párroco y un sacristan. Confina el térm. N. Guimara; E. y S. Hortezuelos, y O. Barriosuso. El terreno, como se ha dicho, es montuoso; y los caminos que le cruzan son los que dirigen á los pueblos limítrofes. prod.: granos y pastos, y cria ganado. ind.: la agricola. pobl.: con Sto Domingo de Silos.
(Madoz, 1847, p. 207)

## Naturaleza

### Fauna y flora
Ubicada en la sierra de Cervera, la localidad se encuentra en el espacio natural La Yecla y los Sabinares del Arlanza.
Entre la vegetación del espacio natural —que incluye uno de los sabinares mejor conservados de Europa— existen terrenos amplios ocupados por enebros (Juniperus communis), pinos albares (Pinus sylvestris), pinos laricios (Pinus nigra), pinos resineros (Pinus pinaster), quejigos (Quercus faginea), rebollos (Quercus pyrenaica) y sabinas (Juniperus thurifera). Parte del territorio está ocupado por arbustos y matorrales como la gayuba (Arctostaphylos uva-ursi), la aulaga (Ulex europaeus), la lavanda (Lavandula latifolia) o el tomillo (Thymus vulgaris).
La fauna del territorio es la propia del centro de la península ibérica. Mamíferos como el lobo ibérico (Canis lupus signatus), el corzo (Capreolus capreolus), el jabalí (Sus scrofa), la nutria (Lutra lutra) o el gato montés (Felis silvestris silvestris) habitan el espacio natural. Entre las aves destacan el buitre leonado (Gyps fulvus), el águila real (Aquila chrysaetos), el azor (Accipiter gentilis), el halcón peregrino (Falco peregrinus), el alimoche (Neophron percnopterus), el águila perdicera (Aquila fasciata) y la perdiz pardilla (Perdix perdix).

### Paleontología
Próximos a la localidad, se encuentran los yacimientos arqueológicos Vallazmorra I y Vallazmorra II, que datan del Valanginiense-Hauteriviense, correspondiente a la primera mitad del periodo cretácico.
En Vallazmorra II se han encontrado numerosos fósiles, como los restos de un anquilosaurio, un dinosaurio cuadrúpedo y herbívoro con una armadura corporal de osteodermos o un ornitópodo de tamaño medio, entre otros.

## Demografía
| Gráfica de evolución demográfica de Hinojar de Cervera entre 1858 y 2023 |
| |
| Población según el Nomenclátor de los pueblos de España. Población según la Estadística escolar de España. Población de derecho según los censos de población del INE. Población según el padrón municipal de 2023 del INE. |

## Administración y política

### Administración local
Junto a Hortezuelos y Peñacoba, depende del ayuntamiento de Santo Domingo de Silos. Este municipio está integrado en la mancomunidad de La Yecla.
El alcalde del municipio es desde 2007 Emeterio Martín Brogeras, del PP, quien en 2011, 2015, 2019 y 2023 revalidó el cargo.

### Justicia
Hinojar de Cervera pertenece al partido judicial número 7 de la provincia de Burgos: el de Salas de los Infantes, que engloba a otros 47 municipios de los alrededores.

## Economía

### Explotación ganadera
La explotación ganadera se centra especialmente en la cría y venta de corderos, si bien en un pasado las ovejas, de raza churra, tenían un aprovechamiento más integral, aunque sus rendimientos eran mucho más escasos. El ganado también se usa para elaborar quesos. El esquile se realiza en junio.

## Monumentos y lugares de interés

### Iglesia de San Bartolomé Apóstol

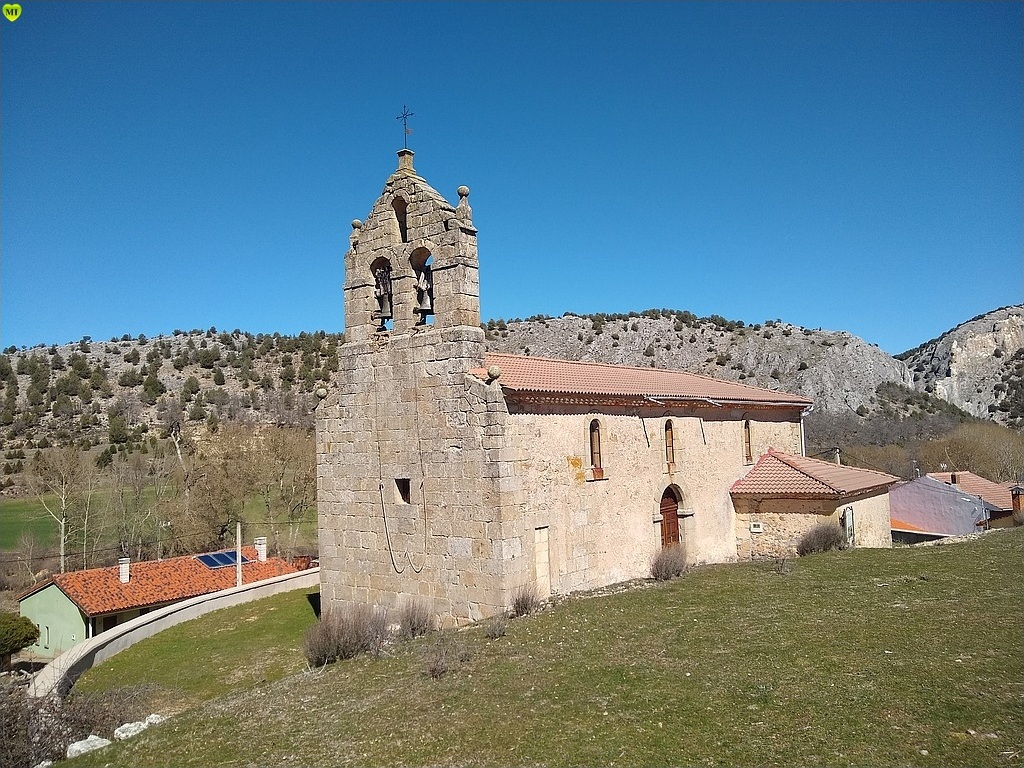
Iglesia de San Bartolomé Apóstol

La construcción de esta iglesia se remonta a la época de esplendor del arte barroco en la península, aunque no hay signos que así lo justifiquen. Consta de una sola nave con dos habitáculos adosados a ambos lados del altar, uno de ellos alberga la pila bautismal y el otro es utilizado como sacristía. Su cerramiento es a base de muros de mampostería, excepto el lado de la espadaña, situado a los pies de la iglesia que es de sillería con tres huecos, de los cuales dos son iguales, donde están colocadas las campanas, y otro centrado en la parte superior que permanece libre de elementos. La primera referencia que se tiene sobre la iglesia data de 1460 con motivo de haber sido transferida por el obispo de Osma a los monjes del Monasterio de Silos, dada la amistad que unía a ambas partes. El final de la restauración del retablo y colocación de sus campanas data de mediados del siglo XVI.

### Desfiladero de La Yecla
El conocido paraje de La Yecla es una profunda y estrecha garganta excavada en los bancos de calizas del relieve de las Peñas de Cervera. Una serie de puentes y pasarelas colgantes, permiten recorrer este desfiladero; al fondo no llegan casi nunca los rayos del sol. Por su interior discurre el arroyo del Cauce, un afluente del río Mataviejas.

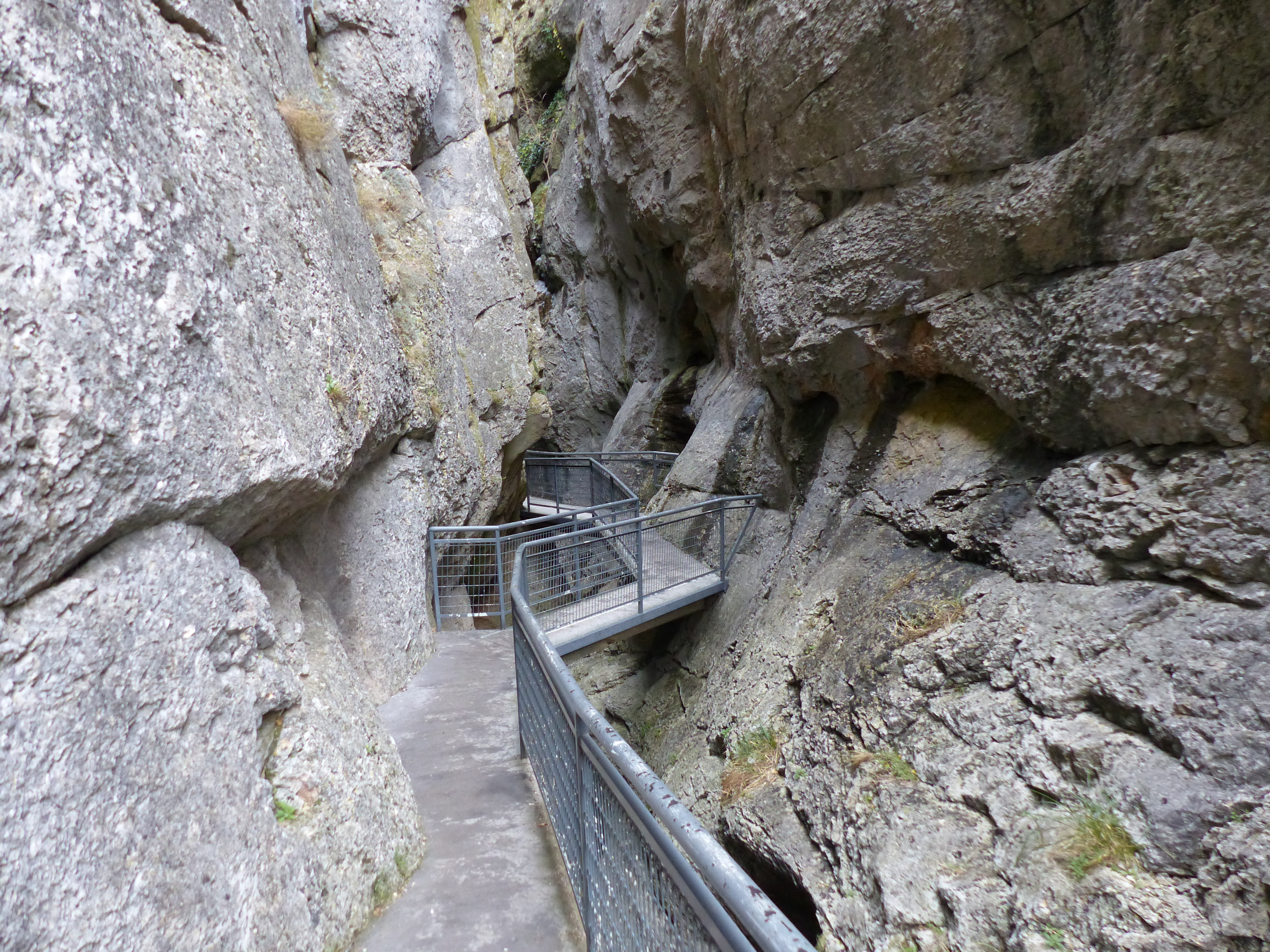
Desfiladero de La Yecla.

El desfiladero está incluido en el espacio natural de La Yecla y los Sabinares del Arlanza.

## Cultura

### Fiestas
Las fiestas más importantes son las de San Bartolomé, celebradas los días 23, 24 y 25 de agosto. En el día 24 se realiza el «Baile del Santo», una danza al ritmo de la jota castellana. Finalizados estos, se quema un muñeco de paja vestido con harapos, llamado coloquialmente «Bartolo», que en su interior contiene petardos, cohetes y bengalas.

### Gastronomía
Los platos típicos de la zona incluyen el lechazo, la morcilla y el pan de hogaza.

### Asociaciones culturales
La Asociación Cultural San Bartolomé, constituida el 25 de agosto de 1979, es el principal promotor de la cultura en el pueblo.  Su objetivo inicial era la reivindicación ante el Ayuntamiento de los servicios mínimos carentes en el pueblo en aquella época.

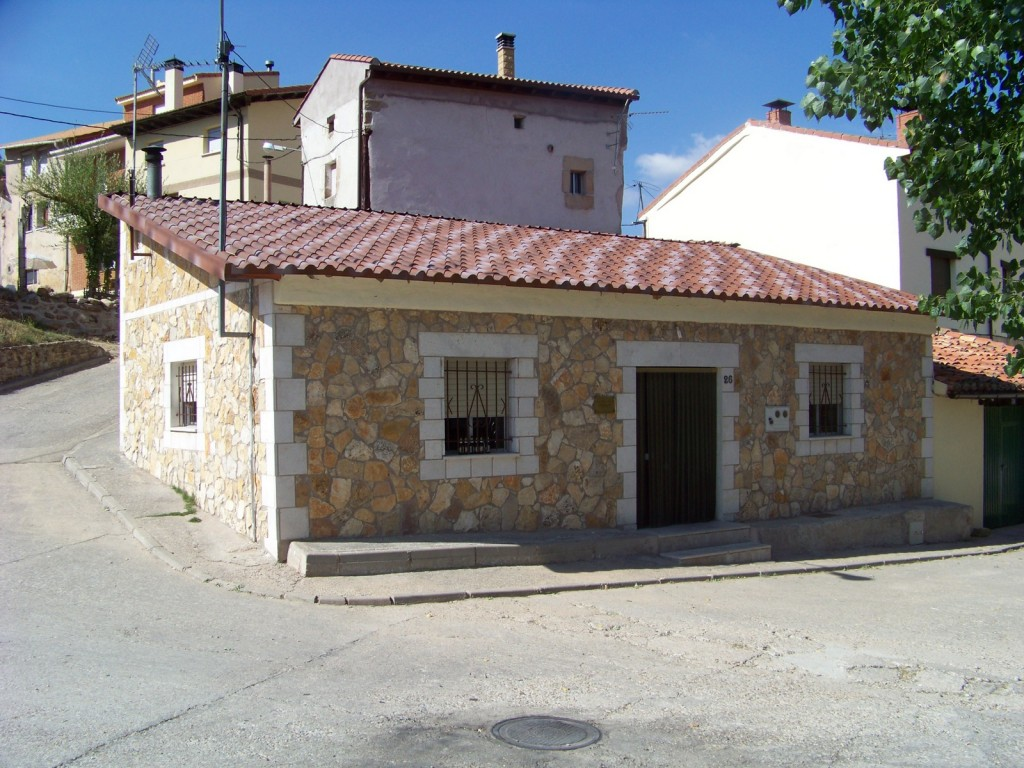
Vista del local tras su reforma en 2008.

En 1979, se empieza a construir un local para la asociación. Las obras finalizaron en 1980, inaugurándose en las vísperas de las fiestas de San Bartolomé de ese mismo año. En 2008, se remodela el local, consiguiendo el aspecto actual.

### Turismo
Localidad muy pintoresca en el Camino del Cid. Famosa por sus fiestas patronales que se celebran los días 24 y 25 de agosto en honor a su Santo Patrón San Bartolomé.
La localidad posee un albergue de 20 plazas destinado al turismo.